# Mpu Sindok
Mpu Sindok, kroningsnaam sri Isyana Vikramadhammatunggadeva, was de laatste koning van de Sanjaya-dynastie van Mataram. Hij regeerde rond het jaar 928 of 929.
Gedwongen, hetzij door een uitbarsting van de Merapi, hetzij door interne twisten (een inval van de Shrivijaya), verplaatste Mpu Sindok de kraton van het koninkrijk Mataram zich van Centraal-Java naar het dal van de Brantas in Oost-Java. Dit hindoeïstische rijk staat tegenwoordig bekend als het koninkrijk Mataram I. De koningen waren afstammelingen van de heersers van het oude, meer naar het westen gelegen rijk.